# Josep Maria Mascias Òdena
Josep Maria Mascias Òdena (Reus, 1 de novembre de 1841 - París 1908?) va ser un comerciant i financer català. S'embarcà cap a l'Argentina amb 17 anys per anar a provar fortuna i s'instal·là a Buenos Aires. Per les recomanacions que portava del seu pare i d'amics reusencs, va entrar a treballar al Banco Provincial de Buenos Aires. Va fundar diverses empreses i negocis, com La Industrial Paraguaya, que exportava herba mate i proveïa al Paraguai, l'Uruguai i l'Argentina. Va ser director del Banco Inmobiliario de Buenos Aires i president de la seva comissió de descomptes. Va ser en diverses ocasions síndic de comerç. Va fundar la colònia Saavedra, a uns 10 kilòmetres de Buenos Aires. Es casà amb Margarita Mac Dougall, filla d'un magnat escocès. Va ajudar a l'hospital espanyol de Buenos Aires i a diversos emigrants. Retirat de la vida activa, s'instal·là a París el 1905, on morí.